# منتخب ألمانيا الشرقية لكرة السلة للسيدات
منتخب ألمانيا الشرقية الوطني لكرة السلة للسيدات هو المنتخب الذي كان يمثل ألمانيا الشرقية في منافسات كرة السلة الدولية للنساء، والذي كان يقوم إتحاد ألمانيا الشرقية لكرة السلة بإدارة شؤونه، أبرز ما حققه هو فوزه بالمركز الثالث في بطولة أوروبا لكرة السلة للنساء في سنة 1966.